# Kosovo en de euro

Eurozone
EU-lidstaten met verplichting de euro in te voeren
EU-lidstaten die een uitzonderingsbepaling hebben op het invoeren van de euro
Gebieden buiten de EU die de euro gebruiken krachtens een overeenkomst met de EU (San Marino, Monaco, Vaticaanstad en Andorra)
Gebieden buiten de EU die de euro gebruiken zonder een overeenkomst met de EU

Kosovo voerde onder VN-bestuur eveneens in 1999 de Duitse mark in met als doel de relatie tussen Joegoslavië en Kosovo te versoepelen en de economie weer op gang te krijgen. Toen Duitsland op 1 januari 2002 overging op de euro, deden Kosovo en Montenegro de facto hetzelfde maar zonder overeenkomst met de EU. In tegenstelling tot de "officiële" leden van de eurozone, slaat Kosovo geen eigen muntgeld en heeft daarom geen eigen nationale zijde van de euromunten.